# Список астероїдів (10201—10300)
| Назва                                  | Тимчасове позначення | Дата відкриття    | Місце відкриття                         | Відкривач                                              |
| -------------------------------------- | -------------------- | ----------------- | --------------------------------------- | ------------------------------------------------------ |
| 10201 Корадо (Korado)                  | 1997 NL6             | 12 липня 1997     | Фарра-д'Ізонцо                          | Корадо Корлевич                                        |
| (10202) 1997 PE                        | 1997 PE              | 1 серпня 1997     | Обсерваторія Галеакала                  | NEAT                                                   |
| 10203 Фліндерс (Flinders)              | 1997 PQ              | 1 серпня 1997     | Вумера                                  | Френк Золотовскі                                       |
| 10204 Тюрінг (Turing)                  | 1997 PK1             | 1 серпня 1997     | Прескоттська обсерваторія               | Пол Комба                                              |
| 10205 Покорни (Pokorny)                | 1997 PX1             | 7 серпня 1997     | Обсерваторія Клеть                      | Мілош Тіхі, Зденек Моравец                             |
| (10206) 1997 PC2                       | 1997 PC2             | 7 серпня 1997     | Обсерваторія Скотта                     | Леонард Амберґі                                        |
| 10207 Коменьяна (Comeniana)            | 1997 QA              | 16 серпня 1997    | Обсерваторія Модри                      | Леонард Корнош, Петер Колені                           |
| 10208 Ґерманікус (Germanicus)          | 1997 QN1             | 30 серпня 1997    | Обсерваторія Санта Лючія Стронконе      | Антоніо Ваньоцці                                       |
| 10209 Ідзанакі (Izanaki)               | 1997 QY1             | 24 серпня 1997    | Обсерваторія Наті-Кацуура               | Йошісада Шімідзу, Такеші Урата                         |
| 10210 Натхойс (Nathues)                | 1997 QV3             | 30 серпня 1997    | Коссоль                                 | ODAS                                                   |
| 10211 Ла Спеція (La Spezia)            | 1997 RG3             | 6 вересня 1997    | Астрономічна обсерваторія Монте-Візеджі | Астрономічна обсерваторія Монте-Візеджі                |
| (10212) 1997 RA7                       | 1997 RA7             | 3 вересня 1997    | Чорч Стреттон                           | Стівен Лорі                                            |
| 10213 Коуколік (Koukolik)              | 1997 RK7             | 10 вересня 1997   | Обсерваторія Клеть                      | Мілош Тіхі, Зденек Моравец                             |
| (10214) 1997 RT9                       | 1997 RT9             | 10 вересня 1997   | Королівська обсерваторія Бельгії        | Тьєрі Повель                                           |
| 10215 Лявільдемірмо (Lavilledemirmont) | 1997 SQ              | 20 вересня 1997   | Обсерваторія Ондржейов                  | Ленка Коткова                                          |
| 10216 Попастро (Popastro)              | 1997 SN3             | 22 вересня 1997   | Чорч Стреттон                           | Стівен Лорі                                            |
| 10217 Річардкук (Richardcook)          | 1997 SN4             | 27 вересня 1997   | Обсерваторія Галеакала                  | NEAT                                                   |
| 10218 Бірштадт (Bierstadt)             | 1997 SJ23            | 29 вересня 1997   | Обсерваторія Кітт-Пік                   | Spacewatch                                             |
| 10219 Пенко (Penco)                    | 1997 UJ5             | 25 жовтня 1997    | Обсерваторія Пістоїєзе                  | Лучано Тезі, Андреа Боаттіні                           |
| 10220 Піготт (Pigott)                  | 1997 UG7             | 20 жовтня 1997    | Обсерваторія Ґудрайк-Піґотт             | Рой Такер                                              |
| 10221 Кубрик (Kubrick)                 | 1997 UM9             | 28 жовтня 1997    | Обсерваторія Ондржейов                  | Петр Правец                                            |
| 10222 Клотц (Klotz)                    | 1997 UV10            | 29 жовтня 1997    | Рамонвіль-Сент-Ань                      | Крістіан Буїль                                         |
| 10223 Дзасіківарасі (Zashikiwarashi)   | 1997 UD11            | 31 жовтня 1997    | Обсерваторія Ніхондайра                 | Такеші Урата                                           |
| 10224 Хісасі (Hisashi)                 | 1997 UK22            | 26 жовтня 1997    | Обсерваторія Тітібу                     | Наото Сато                                             |
| (10225) 1997 VQ1                       | 1997 VQ1             | 1 листопада 1997  | Обсерваторія Кушіро                     | Сейджі Уеда, Хіроші Канеда                             |
| 10226 Сейсіка (Seishika)               | 1997 VK5             | 8 листопада 1997  | Обсерваторія Оїдзумі                    | Такао Кобаяші                                          |
| 10227 Ідзанамі (Izanami)               | 1997 VO6             | 4 листопада 1997  | Обсерваторія Ґекко                      | Тецуо Каґава, Такеші Урата                             |
| (10228) 1997 VY8                       | 1997 VY8             | 1 листопада 1997  | Обсерваторія Кушіро                     | Сейджі Уеда, Хіроші Канеда                             |
| (10229) 1997 WR3                       | 1997 WR3             | 19 листопада 1997 | Обсерваторія Наті-Кацуура               | Йошісада Шімідзу, Такеші Урата                         |
| (10230) 1997 WU35                      | 1997 WU35            | 29 листопада 1997 | Сокорро (Нью-Мексико)                   | LINEAR                                                 |
| (10231) 1997 WQ37                      | 1997 WQ37            | 29 листопада 1997 | Сокорро (Нью-Мексико)                   | LINEAR                                                 |
| (10232) 1997 WR49                      | 1997 WR49            | 26 листопада 1997 | Сокорро (Нью-Мексико)                   | LINEAR                                                 |
| 10233 Ле Крезо (Le Creusot)            | 1997 XQ2             | 5 грудня 1997     | Ле-Крезо                                | Жан-Клод Мерлен                                        |
| 10234 Сикстиґарден (Sixtygarden)       | 1997 YB8             | 27 грудня 1997    | Обсерваторія Клеть                      | Яна Тіха, Мілош Тіхі                                   |
| (10235) 1998 QR37                      | 1998 QR37            | 17 серпня 1998    | Сокорро (Нью-Мексико)                   | LINEAR                                                 |
| (10236) 1998 QA93                      | 1998 QA93            | 28 серпня 1998    | Сокорро (Нью-Мексико)                   | LINEAR                                                 |
| 10237 Адзік (Adzic)                    | 1998 SJ119           | 26 вересня 1998   | Сокорро (Нью-Мексико)                   | LINEAR                                                 |
| (10238) 1998 SO140                     | 1998 SO140           | 26 вересня 1998   | Сокорро (Нью-Мексико)                   | LINEAR                                                 |
| 10239 Германн (Hermann)                | 1998 TY30            | 10 жовтня 1998    | Станція Андерсон-Меса                   | LONEOS                                                 |
| (10240) 1998 VW34                      | 1998 VW34            | 12 листопада 1998 | Обсерваторія Кушіро                     | Сейджі Уеда, Хіроші Канеда                             |
| 10241 Мілічевич (Milicevic)            | 1999 AU6             | 9 січня 1999      | Вішнянська обсерваторія                 | Корадо Корлевіч                                        |
| 10242 Вассеркуппе (Wasserkuppe)        | 2808 P-L             | 24 вересня 1960   | Паломарська обсерваторія                | К. Й. ван Гаутен, І. ван Гаутен-Ґроневельд, Т. Герельс |
| 10243 Гоє-Майснер (Hohe Meissner)      | 3553 P-L             | 22 жовтня 1960    | Паломарська обсерваторія                | К. Й. ван Гаутен, І. ван Гаутен-Ґроневельд, Т. Герельс |
| 10244 Тюрінґер Вальд (Thuringer Wald)  | 4668 P-L             | 26 вересня 1960   | Паломарська обсерваторія                | К. Й. ван Гаутен, І. ван Гаутен-Ґроневельд, Т. Герельс |
| 10245 Інзельберґ (Inselsberg)          | 6071 P-L             | 24 вересня 1960   | Паломарська обсерваторія                | К. Й. ван Гаутен, І. ван Гаутен-Ґроневельд, Т. Герельс |
| 10246 Франкенвалд (Frankenwald)        | 6381 P-L             | 24 вересня 1960   | Паломарська обсерваторія                | К. Й. ван Гаутен, І. ван Гаутен-Ґроневельд, Т. Герельс |
| 10247 Amphiaraos                       | 6629 P-L             | 24 вересня 1960   | Паломарська обсерваторія                | К. Й. ван Гаутен, І. ван Гаутен-Ґроневельд, Т. Герельс |
| 10248 Фіхтельґебірґе (Fichtelgebirge)  | 7639 P-L             | 17 жовтня 1960    | Паломарська обсерваторія                | К. Й. ван Гаутен, І. ван Гаутен-Ґроневельд, Т. Герельс |
| 10249 Гарц (Harz)                      | 9515 P-L             | 17 жовтня 1960    | Паломарська обсерваторія                | К. Й. ван Гаутен, І. ван Гаутен-Ґроневельд, Т. Герельс |
| 10250 Геллахаассе (Hellahaasse)        | 1252 T-1             | 25 березня 1971   | Паломарська обсерваторія                | К. Й. ван Гаутен, І. ван Гаутен-Ґроневельд, Т. Герельс |
| 10251 Муліш (Mulisch)                  | 3089 T-1             | 26 березня 1971   | Паломарська обсерваторія                | К. Й. ван Гаутен, І. ван Гаутен-Ґроневельд, Т. Герельс |
| 10252 Heidigraf                        | 4164 T-1             | 26 березня 1971   | Паломарська обсерваторія                | К. Й. ван Гаутен, І. ван Гаутен-Ґроневельд, Т. Герельс |
| 10253 Вестервальд (Westerwald)         | 2116 T-2             | 29 вересня 1973   | Паломарська обсерваторія                | К. Й. ван Гаутен, І. ван Гаутен-Ґроневельд, Т. Герельс |
| 10254 Гунсрюк (Hunsruck)               | 2314 T-2             | 29 вересня 1973   | Паломарська обсерваторія                | К. Й. ван Гаутен, І. ван Гаутен-Ґроневельд, Т. Герельс |
| 10255 Таунус (Taunus)                  | 3398 T-3             | 16 жовтня 1977    | Паломарська обсерваторія                | К. Й. ван Гаутен, І. ван Гаутен-Ґроневельд, Т. Герельс |
| 10256 Фредевоґд (Vredevoogd)           | 4157 T-3             | 16 жовтня 1977    | Паломарська обсерваторія                | К. Й. ван Гаутен, І. ван Гаутен-Ґроневельд, Т. Герельс |
| 10257 Ґаресинтія (Garecynthia)         | 4333 T-3             | 16 жовтня 1977    | Паломарська обсерваторія                | К. Й. ван Гаутен, І. ван Гаутен-Ґроневельд, Т. Герельс |
| (10258) 1940 AB                        | 1940 AB              | 6 січня 1940      | Обсерваторія Конколь                    | Дєрдь Кулін                                            |
| 10259 Осіповюрій (Osipovyurij)         | 1972 HL              | 18 квітня 1972    | КрАО                                    | Смирнова Тамара Михайлівна                             |
| (10260) 1972 TC                        | 1972 TC              | 4 жовтня 1972     | Гамбурзька обсерваторія                 | Любош Когоутек                                         |
| 10261 Нікдоллежаль (Nikdollezhalʹ)     | 1974 QF1             | 22 серпня 1974    | КрАО                                    | Журавльова Людмила Василівна                           |
| 10262 Самойлов (Samoilov)              | 1975 TQ3             | 3 жовтня 1975     | КрАО                                    | Черних Людмила Іванівна                                |
| 10263 Вадімсімона (Vadimsimona)        | 1976 SE5             | 24 вересня 1976   | КрАО                                    | Черних Микола Степанович                               |
| 10264 Маров (Marov)                    | 1978 PH3             | 8 серпня 1978     | КрАО                                    | Черних Микола Степанович                               |
| 10265 Гуннарссон (Gunnarsson)          | 1978 RY6             | 2 вересня 1978    | Обсерваторія Ла-Сілья                   | Клаес-Інґвар Лаґерквіст                                |
| 10266 Владішухов (Vladishukhov)        | 1978 SA7             | 26 вересня 1978   | КрАО                                    | Журавльова Людмила Василівна                           |
| (10267) 1978 VD7                       | 1978 VD7             | 7 листопада 1978  | Паломарська обсерваторія                | Е. Гелін, Ш. Дж. Бас                                   |
| (10268) 1979 HW6                       | 1979 HW6             | 26 квітня 1979    | Пертська обсерваторія                   | Пертська обсерваторія                                  |
| 10269 Тусі (Tusi)                      | 1979 SU11            | 24 вересня 1979   | КрАО                                    | Черних Микола Степанович                               |
| 10270 Скоґлев (Skoglov)                | 1980 FX3             | 16 березня 1980   | Обсерваторія Ла-Сілья                   | Клаес-Інґвар Лаґерквіст                                |
| (10271) 1980 TV2                       | 1980 TV2             | 14 жовтня 1980    | Обсерваторія Верхнього Провансу         | Анрі Дебеонь, Лео Узіо                                 |
| (10272) 1981 EF13                      | 1981 EF13            | 1 березня 1981    | Обсерваторія Сайдинг-Спрінг             | Ш. Дж. Бас                                             |
| (10273) 1981 ED14                      | 1981 ED14            | 1 березня 1981    | Обсерваторія Сайдинг-Спрінг             | Ш. Дж. Бас                                             |
| (10274) 1981 ET15                      | 1981 ET15            | 1 березня 1981    | Обсерваторія Сайдинг-Спрінг             | Ш. Дж. Бас                                             |
| (10275) 1981 EC16                      | 1981 EC16            | 1 березня 1981    | Обсерваторія Сайдинг-Спрінг             | Ш. Дж. Бас                                             |
| (10276) 1981 EK23                      | 1981 EK23            | 3 березня 1981    | Обсерваторія Сайдинг-Спрінг             | Ш. Дж. Бас                                             |
| (10277) 1981 EC27                      | 1981 EC27            | 2 березня 1981    | Обсерваторія Сайдинг-Спрінг             | Ш. Дж. Бас                                             |
| (10278) 1981 EW30                      | 1981 EW30            | 2 березня 1981    | Обсерваторія Сайдинг-Спрінг             | Ш. Дж. Бас                                             |
| (10279) 1981 ET42                      | 1981 ET42            | 2 березня 1981    | Обсерваторія Сайдинг-Спрінг             | Ш. Дж. Бас                                             |
| (10280) 1981 EA43                      | 1981 EA43            | 2 березня 1981    | Обсерваторія Сайдинг-Спрінг             | Ш. Дж. Бас                                             |
| (10281) 1981 EE45                      | 1981 EE45            | 11 березня 1981   | Обсерваторія Сайдинг-Спрінг             | Ш. Дж. Бас                                             |
| (10282) 1981 ET46                      | 1981 ET46            | 2 березня 1981    | Обсерваторія Сайдинг-Спрінг             | Ш. Дж. Бас                                             |
| 10283 Кромер (Cromer)                  | 1981 JE2             | 5 травня 1981     | Паломарська обсерваторія                | Керолін Шумейкер                                       |
| (10284) 1981 QY2                       | 1981 QY2             | 24 серпня 1981    | Обсерваторія Ла-Сілья                   | Анрі Дебеонь                                           |
| 10285 Ренемішельсен (Renemichelsen)    | 1982 QX1             | 17 серпня 1982    | Обсерваторія Ла-Сілья                   | Клаес-Інґвар Лаґерквіст                                |
| 10286 Шноллія (Shnollia)               | 1982 SM6             | 16 вересня 1982   | КрАО                                    | Черних Людмила Іванівна                                |
| 10287 Смейл (Smale)                    | 1982 UK7             | 21 жовтня 1982    | КрАО                                    | Карачкіна Людмила Георгіївна                           |
| 10288 Севілл (Saville)                 | 1983 WN              | 28 листопада 1983 | Станція Андерсон-Меса                   | Едвард Бовелл                                          |
| 10289 Джеффперри (Geoffperry)          | 1984 QS              | 24 серпня 1984    | Гарвардська обсерваторія                | Обсерваторія Ок-Ридж                                   |
| 10290 Кеттерінг (Kettering)            | 1985 SR              | 17 вересня 1985   | Гарвардська обсерваторія                | Обсерваторія Ок-Ридж                                   |
| (10291) 1985 UT                        | 1985 UT              | 20 жовтня 1985    | Обсерваторія Клеть                      | Антонін Мркос                                          |
| (10292) 1986 PM                        | 1986 PM              | 2 серпня 1986     | Паломарська обсерваторія                | INAS                                                   |
| 10293 Прібіна (Pribina)                | 1986 TU6             | 5 жовтня 1986     | Півніце                                 | Мілан Антал                                            |
| (10294) 1988 AA2                       | 1988 AA2             | 14 січня 1988     | Обсерваторія Клеть                      | Антонін Мркос                                          |
| 10295 Hippolyta                        | 1988 GB              | 12 квітня 1988    | Паломарська обсерваторія                | Керолін Шумейкер, Юджин Шумейкер                       |
| (10296) 1988 RQ12                      | 1988 RQ12            | 14 вересня 1988   | Обсерваторія Серро Тололо               | Ш. Дж. Бас                                             |
| (10297) 1988 RJ13                      | 1988 RJ13            | 14 вересня 1988   | Обсерваторія Серро Тололо               | Ш. Дж. Бас                                             |
| (10298) 1988 SU2                       | 1988 SU2             | 16 вересня 1988   | Обсерваторія Серро Тололо               | Ш. Дж. Бас                                             |
| (10299) 1988 VS3                       | 1988 VS3             | 13 листопада 1988 | Обсерваторія Ґекко                      | Йошіакі Ошіма                                          |
| 10300 Танакадате (Tanakadate)          | 1989 EG1             | 6 березня 1989    | Обсерваторія Ґейсей                     | Тсутому Секі                                           |

| ← Астероїди 10001—20000 → |             |             |             |             |             |             |             |             |             |
| 10001—10100               | 11001—11100 | 12001—12100 | 13001—13100 | 14001—14100 | 15001—15100 | 16001—16100 | 17001—17100 | 18001—18100 | 19001—19100 |
| 10101—10200               | 11101—11200 | 12101—12200 | 13101—13200 | 14101—14200 | 15101—15200 | 16101—16200 | 17101—17200 | 18101—18200 | 19101—19200 |
| 10201—10300               | 11201—11300 | 12201—12300 | 13201—13300 | 14201—14300 | 15201—15300 | 16201—16300 | 17201—17300 | 18201—18300 | 19201—19300 |
| 10301—10400               | 11301—11400 | 12301—12400 | 13301—13400 | 14301—14400 | 15301—15400 | 16301—16400 | 17301—17400 | 18301—18400 | 19301—19400 |
| 10401—10500               | 11401—11500 | 12401—12500 | 13401—13500 | 14401—14500 | 15401—15500 | 16401—16500 | 17401—17500 | 18401—18500 | 19401—19500 |
| 10501—10600               | 11501—11600 | 12501—12600 | 13501—13600 | 14501—14600 | 15501—15600 | 16501—16600 | 17501—17600 | 18501—18600 | 19501—19600 |
| 10601—10700               | 11601—11700 | 12601—12700 | 13601—13700 | 14601—14700 | 15601—15700 | 16601—16700 | 17601—17700 | 18601—18700 | 19601—19700 |
| 10701—10800               | 11701—11800 | 12701—12800 | 13701—13800 | 14701—14800 | 15701—15800 | 16701—16800 | 17701—17800 | 18701—18800 | 19701—19800 |
| 10801—10900               | 11801—11900 | 12801—12900 | 13801—13900 | 14801—14900 | 15801—15900 | 16801—16900 | 17801—17900 | 18801—18900 | 19801—19900 |
| 10901—11000               | 11901—12000 | 12901—13000 | 13901—14000 | 14901—15000 | 15901—16000 | 16901—17000 | 17901—18000 | 18901—19000 | 19901—20000 |